# Ingermanland (1842)
Lo Ingermanland (in lingua russa: Ингерманланд) fu un vascello di linea russo da 74 cannoni che prestò servizio nella marina imperiale russa nel corso del 1842.

## Storia

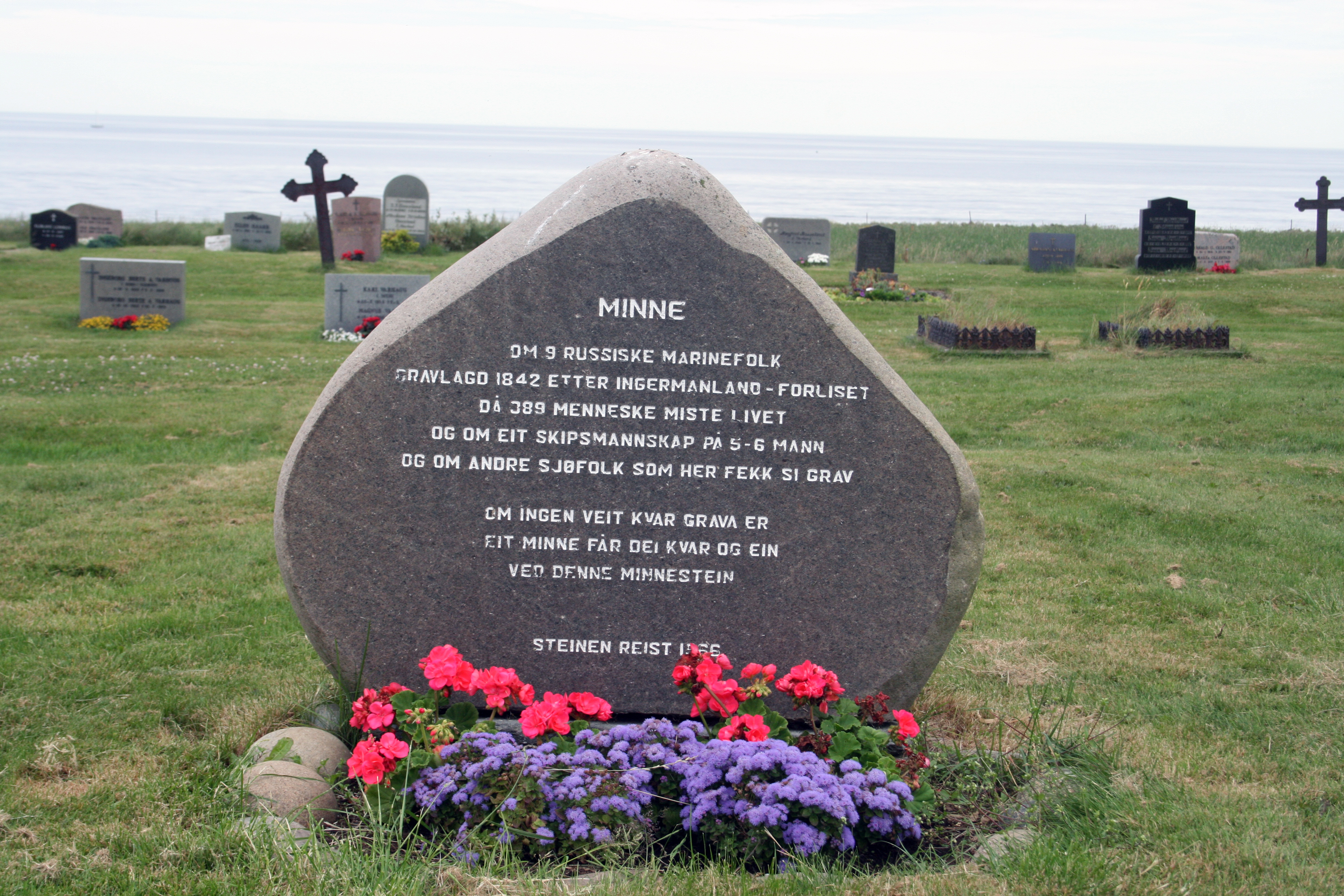
Il memoriale in ricordo del naufragio a Varhaug.

Il vascello da 74 cannoni Ingermanland, appartenente alla Classe Iezekiil‘, venne costruito presso il cantiere navale di Arcangelo sotto la direzione del costruttore Andrei Mikhailovich Kurochkin. La nave, del dislocamento di 3.000 tonnellate, fu impostata l'11 settembre 1840, e varata il 22 maggio 1842, entrando in servizio in quello stesso anno, al comando del capitano di primo grado Vasily Artemevich Ershov che ne aveva seguito anche la sua costruzione, nella Flotta del Baltico. L'armamento si basava su 74 o 80 cannoni da 36 e 24 lb.
Il 5 agosto 1842, la nave salpò da Arcangelo per raggiungere Kronštadt, nel golfo di Finlandia seguendo una rotta che passava nel Mar Bianco, nel Mare di Barents, nel  Mare di Norvegia, nel Mare del Nord, nello Skagerrak e nel Mar Baltico. A bordo vi erano poco meno di 900 persone (le fonti variano nel numero), principalmente si trattava dell'equipaggio, con cibo e provviste per il viaggio in mare, ma vi erano anche donne e bambini.
Mentre navigava lungo la costa meridionale della Norvegia, al largo di Lindesnes, la nave incontrò una violenta tempesta. Al largo di Kristiansand nello stretto di Skagerrak, lo Ingermanland navigò con il faro di Oksøy a babordo nella convinzione che la luce del faro fosse la lanterna di un'altra nave. L'equipaggio pensava di essere lontano dalla costa, ma poco dopo la nave si arenò sull'isolotto di Grønningen verso le 20:00 del 12 settembre, perdendo il timone e nell'urto rimasero uccise diverse persone Dopo l'incagliò, la nave fu rimessa a galla da alte onde e portata alla deriva a forte velocità verso ovest dal vento. L'equipaggio sparò con i cannoni come segnale di soccorso, e l'allarme venne udito sia a Kristiansand dove pensarono che fosse il piroscafo Constitutionen ad aver avuto problemi, che dai piloti di Flekkerøya che salparono per dare assistenza alla nave, non riuscendo a raggiungerla.
Il contatto successivo con lo Ingermanland avvenne fuori Mandal quando i piloti di Landøy e Skjernøy scoprirono la nave la mattina presto del 13 settembre. Una pilotina di Landøy e due barche di Rossnes e Farestad, vicino Skjernøy, uscirono in mare per assistere la nave danneggiata. Le pilotine allora erano imbarcazioni relativamente piccole, 30-35 piedi di lunghezza, e probabilmente scoperte. Disponevano di una zavorra interna e avevano una navigabilità limitata in caso di maltempo. Ogni barca era presidiata da diversi piloti per poter recuperare le persone dal mare, ma quando videro l'enorme nave semiaffondata e molte centinaia di persone aggrappate al sartiame e alle sovrastrutture non poterono avvicinarsi troppo a causa della deriva dal sartiame. Il Tordenskjold di Landøy raccolse 10 naufraghi da una barca alla deriva e tornò a terra dopo 12 ore. Dopo una consultazione, i piloti andarono a Mandal per riferire sulla nave naufragata. Un'altra pilotina uscì in serata e trasse in salvo altre 5 persone.
Allo stesso tempo il rapporto dei piloti di Flekkerøy a Kristiansand aveva portato il piroscafo a ruote Nordcap a essere inviato a ovest per trovare il luogo del naufragio. A quel tempo, a Kristiansand non si sapeva quale nave fosse coinvolta o cosa fosse veramente successo.
A Mandal, il rapporto dei piloti portò alla preparazione di diverse navi, tra cui gli sloop Lena di Svinør e Hjorten di Mandal. Fra Il 22 e 23 settembre le navi si diressero a ovest per trovare lo Ingermanland e il suo relitto fu avvistato alla deriva a ovest di Lindenes e Lista alle 5:00 del 14 settembre. Il tempo era ancora rigido, ma la tempesta era scemata e rese possibili i tentativi di soccorso.
Il Lena arrivò per primo sulla scena e riuscita a prendere contatto con il vascello russo traendo in salvo 183 persone, invertendo quindi la rotta per rientrare alla base. Lo Hjorten prese quindi contatto con lo Ingermanland salvando altre 120 persone. Finalmente arrivò il piroscafo Nordcap, che soccorse le restanti persone a bordo. Una scialuppa di salvataggio con 19 persone a bordo, tra cui il capitano Ershov, che andava alla deriva venne raggiunta al Kviljo, al largo di Lista. Una barca con 15 persone a bordo venne tratta in salvo da una nave nello Skagerrak e portata a Copenaghen, in Danimarca. Un'altra scialuppa di salvataggio con 10 persone a bordo toccò terra a Eigerøy e un ufficiale fu prelevato dai piloti di Stavanger. Alla fine lo Ingermanland affondò al largo del villaggio di Varhaug su Jæren .
A seguito del disastro morirono 389 persone (20 ufficiali, 341 sottufficiali e marinai, 21 donne, 7 bambini), 509 persone vennero tratte in salvo, compreso il comandante della nave V. A. Ershov. L'imperatore Nicola I chiese che il comandante della nave fosse processato. I tribunale militare assolse Ershov da ogni accusa e approvò il comportamento degli ufficiali e dei membri dell'equipaggio durante il corso delle operazioni di salvataggio.

### Annotazioni
1. ↑  Lo zar Nicola I chiamò così la nave in onore di una delle navi omonime volute dello zar Pietro il Grande.
2. ↑  L'imperatore fece notare: "È rigoroso indagare su come furono salvati 16 ufficiali, contro solo 150 membri dell'equipaggio dei ranghi inferiori".

### Fonti
1. ↑  Threedecks.
2. 1 2 3 4 5 6 7 8 9 10 11 12 13 14 15 16 17 18 19 20 21 22  Salthaug.
3. 1 2  Randewy.
4. 1 2 3 4 5 6 7 8  Vestagdermuseet.